# Fabrice Muamba
Fabrice Ndala Muamba (1988. április 6. –) angol labdarúgó,  középpályás.

## Fiatalkora
Muamba Zaire (jelenleg Kongói Demokratikus Köztársaság) fővárosában, Kinshasában született. Apja  politikai nézetei miatt 1994-ben elmenekült az országból, és menedékjogot kért Angliában. 1999-ben tartózkodási engedélyt kapott, ekkor családja is csatlakozott hozzá. London keleti részén telepedtek le, ahol Muamba a walthamstow-i Kelmscott School-ba járt iskolába. Bár 11 éves korában érkezett Angliába és egyáltalán nem beszélte a nyelvet, az iskolát jeles eredménnyel végezte el, és jeleskedett a labdarúgásban is.

## Klubpályafutása
Muamba már 2002-ben kapcsolatba került az Arsenal klub junior rendszerével, a klub akadémiájához 2004 augusztusában csatlakozott. Első profi szerződését 2005 októberében írta alá, és október 25-én már 47 000 szurkoló előtt be is mutatkozott az angol labdarúgó-ligakupában a Sunderland elleni, döntetlennel zárult mérkőzésen a Sunderland stadionjában, a Stadium of Light-ban.
2006 augusztusában Muamba egy szezonra szóló kölcsönszerződéssel a Birmingham City-hez került. Viszonylag gyenge kezdés után, energikus játéka miatt, mely miatt példaképéhez, Patrick Vieirához hasonlították, rendszeresen a kezdőcsapatba került középpályás poszton. A szurkolók is meg voltak vele elégedve, a szezon fiatal játékosává választották.
2007. május 11-én Muamba ideiglenes birminghami tartózkodása állandóvá változott, miután hároméves szerződést írt alá a klubbal, a klub jelentése szerint 4 millió fontért.
Első gólját a klub színeiben 2008. március 12-én szerezte, a Portsmouth ellen 4–2-es vereséggel végződött mérkőzésen. 37 alkalommal játszott az Angol labdarúgó-bajnokság első osztályában mielőtt a Birmingham a szezon végén egy osztállyal lejjebb került.
2008. június 16-án 5 millió fontért, és további 750 000 bónuszért az első osztályban játszó Bolton Wanderershez írt alá négy évre. Első gólját a klub színeiben a  Wigan Athletic ellen érte el 2010. március 10-én.
2012. március 17-én a Tottenham elleni FA kupa mérkőzés 41. percében megállt a szíve és összeesett. Perceken át próbálták újraéleszteni majd egy Londoni kórház intenzív osztályára szállították, ahol szintén többször újra kellett éleszteni. 2 napig volt kritikus az állapota, majd március 19-én kezdett el javulni. Augusztusban bejelentette, hogy orvosai tanácsára befejezte sportolói pályafutását.

## Nemzetközi pályafutása
Mivel Muamba felvette a brit állampolgárságot, az Egyesült Királyság bármely országrészének nemzeti válogatottjában jogosult játszani. Az angol válogatottat az összes junior korosztályban képviselte, az U-19-es csapatnak kapitánya is volt. Az angol U-21-es válogatottba a Románia elleni barátságos mérkőzésre hívták meg először, 2007. augusztus 21-én, a pályára csereként lépett a második félidőben.  